# 李明瑞

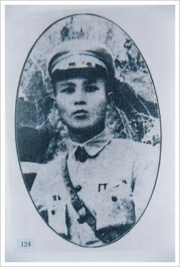
李明瑞

李明瑞（1896年11月9日—1931年10月），原名李瑾瑞，号裕生，男，广西北流人，新桂系軍閥，中国工农红军高级将领。

## 生平
1918年入云南讲武堂韶州（今韶关）分校炮科学习，1920年毕业。1921年起，跟随李宗仁，在广西军队中逐级升迁。1926年6月任国民革命军第七军第2旅旅长，参加北伐。11月，江西光复后，升任第一师师长。
1927年底，竞争第19军军长一职不敌陶钧，对李宗仁、白崇禧感到不满。1928年底，与中共联络准备反桂反蒋。1929年3月，李与俞作柏在第一次蒋桂战争中临阵倒戈，致使新桂系失败。5月，率军回广西消灭桂系余部，受南京国民政府任命成为广西最高军事长官。6月，邀请邓小平、陈豪人、张云逸等大批中共党员来桂工作。同时释放所有狱中中共人士。8月，开始武装红色农民自卫军。10月1日，李与俞作柏发动南宁暴动，公开反蒋，因部下无意投奔共产党旋即失败。10月14日同俞作豫一起率领广西警备第五大队退往龙州。
1930年1月，由陈豪人、俞作豫介绍，正式加入中国共产党。2月，发动龙州起义，任红七军和红八军总指挥。3月，红八军败于李宗仁等人率领的桂军，同红七军合并，番号取消。
1931年1月，因部队损失较大，与邓小平、陈豪人、张云逸率军离开广西，北上江西中央苏区。5月，参加第二次反围剿。
1931年7月，同红一方面军红三军团会师于江西赣县，李改任红七军军长，归入红三军团建制。参加第三次反围剿。
1931年10月下旬，在中共肃反运动中，被以“企图率队逃跑”罪名杀害于江西雩都。1945年中国共产党第七次全国代表大会为其平反，正式追认为革命烈士。1985年，在今北流市城东北田螺岭建成李明瑞、俞作豫烈士纪念馆。由钟夫翔题写馆名。

## 评价
李明瑞原是第七军中的一员虎将，战功彪炳。民国十年我军避入六万大山时，李任连长。嗣后统一广西及北伐，亦无役不与。（李宗仁语）。
李明瑞在政治上不稳定，当副指挥还可以，但独立指挥队伍则不行（张云逸语）。

## 另見
- 葛耀山